# Liste der Staatsoberhäupter 578
Übersicht
◄◄ | ◄ | 574 | 575 | 576 | 577 | Liste der Staatsoberhäupter 578 | 579 | 580 | 581 | 582 | ► | ►►

Weitere Ereignisse

## Afrika
- Aksumitisches Reich
  - König: Hataz (ca. 575–ca. 590)

## Amerika
- Maya
  - Copán
    - Herrscher: Butz' Chan (578–628)

  - Palenque
    - Herrscher: K'an Balam I. (571–583)

## Asien
- Bagan
  - König: Htuntaik (569–582)

- China
  - Kaiser: Shi Zong (562–585)
  - Nördliche Zhou: Zhou Wu Di (561–578)
  - Chen-Dynastie: Chen Wu Di (557–589)

- Östliches Reich der Gök-Türken
  - Khan: Taspar (572–581)

- Westliches Reich der Gök-Türken
  - Khan: Tardu (575–603)

- Iberien (Kartlien)
  - König: Bakur III. (ca. 570–ca. 580)

- Indien
  - Chalukya
    - König: Kirtivarman I. (566–597)

  - Kadamba
    - König: Aja Varman (565–606)

  - Pallava
    - König: Simha Vishnu (575–615)

  - Pandya
    - König: Kadungon (560–590)

- Japan
  - Kaiser: Bidatsu (572–585)

- Korea
  - Baekje
    - König: Wideok (554–598)

  - Goguryeo
    - König: Pyeong-won (559–590)

  - Silla
    - König: Jinji (576–579)

- Lachmidenreich
  - König: Al-Mundhir IV. ibn al-Mundhir (574–580)

- Sassanidenreich
  - Schah (Großkönig): Chosrau I. (531–579)

## Europa
- Awarisches Reich
  - Khagan: Baian I. (562–602)

- England (Heptarchie)
  - Bernicia
    - König: Theodric (572–579)

  - Deira
    - König: Ælle (560–588/590)

  - East Anglia
    - König: Wuffa (571–578)
    - König: Tyttla (578–593/599)

  - Essex
    - König: Æscwine (ca. 527–ca. 587)

  - Kent
    - König: Eormenric von Kent (522/539–560/585)
    - König: Æthelberht (560/585–616/618)

  - Wessex
    - König: Ceawlin (560–590)

- Fränkisches Reich
  - Austrasien: Childebert II. (575–596)
  - Neustrien: Chilperich I. (561–584)
  - Burgund: Guntram I. (561–592)
  - Herzogtum Baiern: Garibald I. (548–593)

- Langobardenreich
  - Interregnum (574–584)
  - Autonome langobardische Herzogtümer:
    - Herzog:  Zotto (571–591)
    - Herzog des Friaul: Gisulf I. (568–581)
    - Herzog von Spoleto: Faroald I. (570–591)

- Oströmisches Reich
  - Kaiser: Justin II. (565–578)
  - Kaiser: Tiberios I. (578–582)

- Reich der Sueben
  - König: Miro (570–583)

- Schottland
  - Dalriada
    - König: Aidan (574–608)

- Wales
  - Gwynedd
    - König: Rhun Hir ap Maelgwn (ca. 549–ca. 580)

- Westgotenreich
  - König: Leovigild (571/572–586)

## Religiöse Führer
- Papst: Benedikt I. (575–579)
- Patriarch von Konstantinopel: Eutychios (577–582)